# Une chute de cinq étages
Une chute de cinq étages és una pel·lícula muda francesa de Georges Méliès del 1906.

## Sinopsi
Una parella de recent casats acudeix a un fotògraf per fer-li un retrat. Després d'un incident, la càmera cau des dels cinc pisos de l'edifici i xoca contra un transeünt. Segueix una autèntica corrida de toros on el transeünt és portat per un toro.

## Producció
Méliès, actuant amb perruca i barba falsa, apareix a la pel·lícula com a fotògraf. El conjunt d'estudi de fotografia, construït a partir d'un teló de fons pintat i un pis de fusta, reprodueix de prop l'arquitectura típica d'un estudi de fotògraf contemporani; Méliès s'havia basat en molts elements d'aquesta arquitectura, inclòs l'ús d'un sostre de vidre tancat, per dissenyar el seu estudi de cinema. La petita estàtua d'un ballarí s'havia utilitzat anteriorment a la seva pel·lícula de 1904 Le Rêve du maître de ballet, mentre que el suport del fanal es va reciclar de la seva pel·lícula de 1905 Un feu d'artifice improvisé. Els cartells de la paret exterior, ostensiblement fent campanya pels candidats polítics, són de fet acudits privats: els noms dels candidats s'anomenen "Claudel", el nom del pintor d'escenografia de Méliès; "L. Micho", és a dir, el càmera de Méliès Michaut; i "Salmon", el nom d'un actor a l'estudi de Méliès.
L'observació de prop de l'escena quan la càmera cau revela que la càmera d'atrezzo tenia dificultats per entrar per la finestra: Méliès, amb el caràcter de fotògraf, l'havia d'empènyer. Els escamoteigs també es mostren a la pel·lícula.

## Temes
La caracterització de Méliès del seu paper reflecteix una representació comuna dels fotògrafs professionals com a venedors mercenaris. El conserge "esdevenint" un toro és la peça central còmica de la pel·lícula, amb la posada en escena de l'escena dissenyada per parodiar una corrida de toros. La reacció en cadena de la caiguda també contribueix a la naturalesa còmica de la pel·lícula.
Amb la seva juxtaposició d`artificialitat (en els plans posats del fotògraf) i realisme (a l'acció urbana exterior), culminant amb la còmica corrida de toros en què tots dos es barregen inextricablement, la pel·lícula pot ser un comentari satíric sobre les pel·lícules d'actualitat naturalistes fetes pels germans Lumière i altres cineastes primerencs. El mateix Méliès va fer moltes pel·lícules d'actualitat a principis de la seva carrera —en total, 93 pel·lícules, o el 18% de la seva producció, es van filmar com a material d'actualitat—, però va abandonar gradualment el gènere a favor de pel·lícules de ficció més innovadores.

## Llançament i recepció
Une chute de cinq étages va ser llançat per la Star Film Company de Méliès i està numerada del 789 al 790 als seus catàlegs. La pel·lícula va ser dipositada a la Biblioteca del Congrés dels Estats Units per drets d'autor estatunidencs el 21 de febrer de 1906.
Brian Jacobson, en un estudi sobre l'arquitectura dels primers estudis de cinema, argumenta que la pel·lícula mostra una "consciència astuta de les qualitats canviants dels espais i materials moderns", inclosa una mise en abyme en què l'estudi de fotografia substitueix l'estudi de cinema de Méliès.